# Jakov Gojun
Jakov Gojun (Split, 18. travnja 1986.) je hrvatski rukometaš i član hrvatske rukometne reprezentacije. Igra na poziciji pivota. Trenutno igra za RK Zagreb.

## Karijera
Iako je iz Splita nikada nije dobio pravu priliku igrat za RK Split, nego je preko RK Krilnika, a ponajviše RK Solina gdje je zapravo i napravio najznačajnije korake igrajući prvu hrvatsku kadetsku ligu, a zatim je s 18 godina otišao u riječki Zamet. Tamo se svojim radom i talentom potvrdio kao odličan mladi igrač. Zatim je na juniorskom prvenstvu Hrvatske održanom u svom gradu Splitu u proglašen najboljim lijevim vanjskim u državi i zaslužio poziv hrvatske juniorske reprezentacije. Svojim dobrim igrama u Zametu prelazi u RK Sisciju. Ondje je privukao pozornost svog trenera Slavka Goluže, koji ga je kao pomoćnika Line Červara pozvao u hrvatsku rukometnu reprezentaciju. Igrao je u najtrofejnijem hrvatskom klubu RK Zagreb, a potom je prešao u madridski Atletico.

## Vanjske poveznice
- Jakov Gojun (eurohandball.com)